# Pinkas haKehilot
Pinkas haKehillot ou Pinkas Ha-kehilot, (hebraico: פנקס הקהילות; livro de comunidades judaicas; plural: Pinkasei haKehillot) Enciclopédia de Comunidades Judaicas desde a Sua Fundação até depois do Holocausto, é cada volume de uma série de informações históricas coletadas de dados demográficos apresentados de comunidades Judaicas em países do Leste Europeu, a maioria das quais foram despovoadas e cujas populações foram exterminados no Holocausto. Pinkasei haKehillot é um dos mais importantes projetos realizados pelo Yad Vashem , em Jerusalém, de forma concisa, documentando este aspecto da história do Holocausto.

## Conteúdo
Cada volume de Pinkas Hakehillot é produzido geograficamente, com nomes de localidade em Iídiche, bem como o idioma local. O conteúdo é composto de coleta de documentos, listas pessoais, memórias , na sua original de forma inédita, relatos históricos e ensaios dedicados à vida de comunidades Judaicas desde a antiguidade até o presente, incluindo mapas e de fotografias. O Pinkas tenta ilustrar "a vida que já foi e não está mais".

## Prémios
Em 1973, o projeto foi premiado com o Israel Prêmio, por sua especial contribuição para a sociedade e o Estado. Ele recebe o apoio financeiro da Fundação Memorial da Cultura Judaica.